# The Deep End
The Deep End é uma série de televisão estadunidense exibida entre 21 de janeiro a 25 de fevereiro de 2010 pela American Broadcasting Company. Produzida em parceria com a 20th Century Fox Television, foi protagonizada por Norbert Leo Butz, Matt Long, Ben Lawson e Tina Majorino.

## Produção
The Deep End foi criada por David Hemingson, produtor co-executivo de How I Met Your Mother. Além de escrever e produzi-la, Hemingson conseguiu uma parceria com a Disney–ABC Domestic Television para distribuir a série, cuja história é baseada na carreira artística do próprio criador. A filmagem ocorreu em uma locação em Los Angeles onde a história foi contada, o programa também teve pequenas cenas em Las Colinas, uma pequena comunidade em Dallas e grande parte da produção foi executada pela 20th Century Fox Television.

## Sinopse
Cinco jovens recém-formados em direito que vão trabalhar em uma das mais prestigiadas firmas de advogacia de Los Angeles, a Sterling, Huddle, Oppenheim, & Craft. O chefe deles, Cliff Huddle, também conhecido internamente como "The Prince of Darkness" (O Príncipe da Escuridão, tem um grande poder sobre a empresa. No entanto, quando seu sócio, Hart Sterling, volta de um longo período fora da empresa, Cliff está pronto para tirá-lo do poder.

## Elenco
- Matt Long - Dylan Hewitt[7][8]
- Norbert Leo Butz - Rowdy Kaise[9]
- Ben Lawson - Liam Priory[10][11]
- Tina Majorino - Adelaide "Addy" Fisher[12]
- Clancy Brown - Hart Sterling
- Billy Zane - Clifford "Cliff" Huddle[13]
- Mehcad Brooks - Malcolm Bennet[14]
- Leah Pipes - Elizabeth "Beth" Branford
- Nicole Ari Parker - Susan Oppenheim[15]
- Rachelle Lefevre - Katie Campbell
- David Giuntoli - Jason Carpenter

## Recepção da crítica
The Deep End teve recepção mista por parte da crítica especializada. Com base de 23 avaliações profissionais, alcançou uma pontuação de 40% no Metacritic. Por votos dos usuários do site, atinge uma nota de 7.4, usada para avaliar a recepção do público.